# Aureliano Folle
Aureliano Folle Petit (Montevideo, 28 de marzo de 1957), también conocido como Nano Folle, es un periodista, locutor, escritor y presentador de televisión uruguayo. Es conocido por encargarse de la crónica policial y judicial en Subrayado.

## Vida
Hijo de un padre diplomático, por lo cual en su infancia supo residir en distintos países de América Latina,  a sus cuatro años se instala con su familia en Perú, y a sus siete años en Argentina, para volver en su adolescencia definitivamente a Uruguay. Desde 1978 hasta 1996 trabajó en el diario El País.
Es conocido por su impronta en las coberturas policiales en el noticiero  Subrayado de Canal 10 del cual forma parte desde hace varios años.Es en dicha cadena donde condujo distintos programas enfocados en la realidad delictiva y penitenciaria. 
En 2014, presenta su libro La otra mirada en el Comcar (denominación coloquial que recibe la unidad penitenciaria de Santiago Vázquez) en el mismo narra varias historias de varios protagonistas de los programas Víctimas y victimarios e Historias de cárcel.
En 2018, presentó un unipersonal Los viajes de Nano en la Vieja Farmacia Solís en la Ciudad Vieja.
Posteriormente forma parte del ciclo Uruguayos por el mundo, y desde 2019 se incorpora a la conducción del programa La tarde en casa junto a María Inés Obaldía, tras la salida de Gerardo Sotelo. 

### Vida privada
Casado en dos oportunidades es padre de Federico, Andrés y Manuela Folle.

## Libros
- 2014, La otra mirada. (ISBN 9789974700703)
- 25 Primeros Cuentos

## Televisión
- Subrayado, cronista policial y presentador
- Historias de cárcel.
- Víctimas y victimarios.
- Uruguayos en el mundo.
- 2012, Bendita[6]
- La tarde en Casa.